# 宇宙の騎士テッカマンブレード
『宇宙の騎士テッカマンブレード』（うちゅうのきしテッカマンブレード、英題：Starknight Tekkaman-Blade）は、1992年2月18日から1993年2月2日までテレビ東京系列で全49話（＋特別番組1話）が放送された、タツノコプロ制作のSFアニメである。タツノコプロ創立30周年記念作品。

## 概要
異星人の侵略から地球を守るために、肉親や友人・恩師と戦わなければならない主人公を描いている。1975年に放送されたテレビアニメ『宇宙の騎士テッカマン』を原作としているが、同作からは一部の固有名詞を借用している程度であり、設定やドラマ上の関連はない。
監督のねぎしひろしは番組終了後の『アニメージュ』記事インタビューにて、本作の特徴に関して「第26話を頂点にした方曲線を描いた構成で、第1話の冒頭と最終回のラストと、第2話と第48話でDボウイとアキが別れる場面が対比されるように構成した」「昭和の名作ドラマ『赤いシリーズ』を手本にし、キーワードを省略する構成を取り、それで2クール引っ張ることに成功した」と語っている。ねぎしが過去に手掛けた『超音戦士ボーグマン』では「師弟愛」、『NG騎士ラムネ&40』では「友情」をテーマとしているのに対し、本作では「家族」をテーマに掲げ、赤の他人のために肉親殺しを強いられた男の物語を目指した。
番組の放送に並行して、玩具・サウンドトラック・ゲームソフトの発売や漫画版の連載といったメディアミックス展開が行われた。1994年には続編として、OVA『宇宙の騎士テッカマンブレードII』が制作された。
欧米ではサバン・エンターテイメントにより1995年に『Teknoman』（テクノマン）として放送された。こちらは登場人物の名前や劇伴などが日本版とは全く異なるものに変更されているほか、総集編や一部パートが削られ全43話となっている。

## ストーリー
連合地球暦192年（西暦2300年）、謎の宇宙生命体「ラダム」が突如として地球に来襲。
人類の宇宙進出の夢を懸けて作られた軌道エレベータ基地・オービタルリングを瞬く間に占拠し、地球侵略を開始した。地球製兵器では傷つけることすらできない強靭無比のラダム獣と、ラダム獣を遥かに凌ぐ戦闘力を持つ、謎の仮面の「超人」。唯一対抗し得る兵器であるオービタルリングのレーザー砲を奪われ、全ての宇宙船が破壊されてしまった人類にはそれらに対抗する術がなく、その侵攻をただ黙って耐えることしかなかった。
そんなある日、地球上のラダム獣やそれらが変態し地上に根付いたラダム樹の調査・分析をしていた、外宇宙開発機構クルーのノアル・ベルースと如月アキの前に、正体不明・記憶喪失の青年が天から墜ちてくる。2人に保護された青年は、目覚めるなり、宇宙に飛び立てるスペース・シップを要求。地球に残された最後の宇宙船・ブルーアース号を無断で操縦し、ノアルとアキも巻き込み、ラダムが跋扈する宇宙へ飛び立ってしまう。
そのあまりの無謀ぶりから「D（デンジャラス）・ボウイ」とノアルに名づけられた青年は、2人の目の前でラダムの尖兵と酷似した超人・テッカマンブレードに変身。人類が手も足も出なかったラダム獣を事もなく打ち砕いてみせた。外宇宙開発機構のチーフであるハインリッヒ・フォン・フリーマンは、Dボウイを仲間に加え、組織をスペースナイツとして再編。地球連合軍とは別にラダムとの戦いを開始。
だが、ラダムから地球を守る戦いは、Dボウイにとって、重く激しく、罪を背負った悲しい戦いでもあった。

## 登場人物

### スペースナイツ
D（ディー）ボウイ / 相羽 タカヤ（） / テッカマンブレード
声 - 森川智之、林原めぐみ（少年時代）
生年月日：連合地球暦174年（西暦2282年）5月15日 / 年齢：18歳 / 身長：177cm / 体重：66kg / 血液型：AB型
本作の主人公。アルゴス号の乗組員で、宇宙を航海中に突如現れたラダム母艦に遭遇。船内を探索に向かった際にテックシステムに取り込まれる。しかし、洗脳される前に父・孝三に救出され、アルゴス号の脱出ポッドに乗せられて地球へ帰還した。打倒ラダムとラダムの兵士にされてしまった家族や同胞を自身の手で討つべく、スペースナイツに所属し、ラダムとの戦いに身を投じていき、人々からはラダムを倒す「白い魔人」とも呼ばれるようになる。
スペースナイツの母体である外宇宙開発機構と遭遇した当初、記憶喪失を装い本名を名乗らず、無茶な行動ばかり取ることから「デンジャラス・ボウイ」（略して「Dボウイ」）という渾名をノアルに付けられた。妹・ミユキとの再会を機に自らの素性やテッカマンとしての秘密を周囲に明かしたが、その後も仲間からはDボウイと呼ばれている。左目の辺りには、ダガーに付けられた傷痕が縦に走っている。
タカヤであった頃はスポーツ万能で明朗快活。アックスことゴダードによれば放っておいても才能を伸ばすと評価している天才肌タイプ。誰からも好かれる男だが、ミユキ曰く「人一倍寂しがりや」とのこと。Dボウイになってからは使命感の重さゆえに無口で無愛想な性格に変化。しかし、スペースナイツの仲間たちとの交流で性格は多少は軟化していった。
不完全なテッカマンながらも戦い続けていくが、不完全なテッカマンゆえにテックセットする度に肉体の崩壊が進行しており、ついには変身に耐えられなくなってしまう。それを改善すべく、余命半年を承知でブラスター化を行い、不完全さを克服すると同時にパワーアップを果たす。不完全テッカマンによるブラスター化だったため、危惧されていた短命化は避けられたが、変身の負荷が脳に集中し、今度は変身する度に徐々に記憶を失うようになってしまう。そのため、記憶を失ったとしてもラダムへの怒りと憎しみを忘れないために、既に誰もいない生家に戻り、家族との思い出を辿ったことで、その思いを新たにした。
最終決戦ではエビルとの地球全土を駆け巡っての双子決戦を制し、彼から託されたクリスタルのパワーを使って月面に向かうが、クリスタルフィールドで高まった力の影響により、ついにすべての記憶を失ってしまう。それでもラダムへの怒りと憎しみでブラスター化してオメガを倒し、長きに渡る戦いに終止符を打つ。最後はラダム母艦の崩壊で吹き飛ばされながらも生還するが廃人と化しており、戦後はアキによる支えのもとで車椅子に頼る療養生活を送ることとなる。
続編の『II』にも登場する（詳細は当該リンクを参照）。
- 担当声優の森川にとっては初主演作品でもあるが、アフレコの際にはボルテッカの絶叫でタバックのマイクを壊してしまったことがあるという。

ノアル・ベルース
声 - 松本保典、矢島晶子（少年時代）
生年月日：連合地球暦172年（西暦2280年）10月20日 / 年齢：20歳 / 身長：182cm / 体重：76kg / 血液型：B型
スペースナイツのメンバー。ブルーアース号のパイロットで、後にソルテッカマン2号機のパイロットも務める。「Dボウイ」の名付け親。
ベルース家は薔薇の紋章を持つ軍人の名家で、ノアルは身体を壊して軍を退役した父（声 - 石丸博也）の手で士官学校に入学させられたが、軍の空気に馴染めず、フリーマンに誘われて、外宇宙開発機構に参加。そのため、父から勘当されていた。子供の頃に母（声 - 水谷優子）を亡くしており、唯一の肉親である父も人々を守るためにラダム獣と戦って亡くなったことを帰郷時に知る。父からは「軍人は常に強くなくてはならず、人前で涙を見せてはならない」と教えられており、その教えは今でも忘れずにいる。
一見理屈屋で口調は軽く斜に構えているが、実際は情に厚く義理堅い。チョコバーが好物で、サッカーが得意。
当初は正体不明で自分勝手な行動の目立つDボウイを厄介者扱いし、ブレードがタイムリミットで戦線離脱した際にアキが負傷したことから、Dボウイを激しく憎悪するが、ミリーからタイムリミットによる暴走とDボウイがそれにより人類の敵になるぐらいなら仲間の手で葬られたほうが良いという思いを抱いていることを知らされたことで、Dボウイへの憎悪を氷解。この件を通じて友情を築くようになっていき、良き相棒・良き親友・良き理解者となっていった。
アキに好意を抱いていたが、Dボウイとアキが互いに惹かれあっていることを察してからは身を引き、2人を応援するようになる。
最終決戦ではバルザックと共に月基地攻略に臨むも、テッカマンソードが最期に放ったボルテッカでブルーアース号を撃墜されて負傷。その後は月に向かったDボウイをフリーマンが見捨てた（ように見えた）ことに激昂するも、フリーマンに諭されて避難に尽力する。戦いが終わった後、松葉杖で歩けるぐらいには回復したことを機に、Dボウイの様子を見に行き、彼の安息を願った。
アキ
声 - 林原めぐみ
生年月日：連合地球暦173年（西暦2281年）6月15日 / 年齢：19歳 / 身長：160cm / 体重：45kg / 血液型：AB型
スペースナイツのメンバー。ブルーアース号のパイロット。体術に優れており、訓練では男性を投げ飛ばすこともできるほどの腕前。一方で料理が苦手など、女らしさに欠ける面があり、自らもそれを気にしている。人を遠ざけるDボゥイを常に気にかけ、時に優しく、時に厳しく、支えていく。シンヤによると「相羽兄弟の亡き母親に似ている」らしい。
物語が進むにつれ、Dボウイに好意を抱くようになるが、過酷な運命に翻弄されるDボウイに何もできず、自分の無力さに苦悩することが多かった。Dボウイと共に彼の生家に足を運んだ際、互いに愛を深め合う。
最終決戦ではDボウイに同行するが、悲壮な覚悟でラダム基地に向かったDボウイに置いていかれる形でオービタルリングに残ることになった。戦いを終えた後は髪を切り、廃人化したDボウイと共に過ごす。
苗字は如月（きさらぎ）だが、本作の時点では明らかにされず、続編『宇宙の騎士テッカマンブレードII』で初めて公開された。また、伊賀忍者の末裔と設定されていたが、本編では特に触れられず、ドラマCDにおいて「スタッフも忘れてるけど」と発言している。
ミリー
声 - 横山智佐
生年月日：連合地球暦176年（西暦2284年）2月14日 / 年齢：16歳 / 身長：152cm / 体重：40kg / 血液型：A型
スペースナイツのオペレーター。フリーマンと行動を共にすることが多いが、負傷したアキの代わりにブルーアース号に乗り込んだこともある。明るい性格だが、少し毒舌な一面もある。鶏肉が嫌い。
Dボウイとノアルの和解のきっかけを作ったり、タイムリミットで暴走したブレードを命懸けで説得して自我を取り戻すきっかけを作るなど、いざという時は芯の強さを見せる。Dボウイからは妹ミユキの姿を重ねられており、最初は無愛想だったDボウイも、ミリーにだけは心許すこともあった。
ミレッタ・ルルージュという本名が設定されているが、アキの設定同様、劇中では明らかにされない。
本田（）
声 - 飯塚昭三
生年月日：連合地球暦150年（西暦2258年）5月5日 / 年齢：42歳 / 身長：172cm / 体重：85kg / 血液型：B型
スペースナイツのメカニック班長。髭面で貫禄のある体格をしており、ほとんどのメンバーからは「おやっさん」と呼ばれている。
スペースナイツ最年長であり、フリーマンの良き理解者でもある。おおらかな性格だが、メカを粗末に扱う者は誰であろうと許さない。凧作りを趣味としており、平和になったら、自作の凧を飛ばすのが夢である。
レビン
声 - 中原茂
生年月日：連合地球暦171年（西暦2279年）8月29日 / 年齢：21歳 / 身長：178cm / 体重：61kg / 血液型：A型
スペースナイツのメカニックで、本田の相棒。メカフェチのオカマだが、特に男性が好きというわけではない。Dボウイとテッカマンブレードのことを気に入っており、ブレードのフォルムをセクシーと表現している（反面、ソルテッカマンを初見で「セクシーじゃない」と評している）。自作したと思しきブレードのフィギュアも所持している。料理が得意だが、人参は嫌い。
ミリー相手に大人気ない掛け合いをしたり、トラブルに巻き込まれたりと、シリアスかつハードな本作において数少ないコメディリリーフだが、時折砲座に座ったり、銃を取って戦う勇敢さも見せる。
ハインリッヒ・フォン・フリーマン
声 - 鈴置洋孝（ナレーション、次回予告も兼任）
生年月日：連合地球暦157年（西暦2265年）11月23日 / 年齢：35歳 / 身長：198cm / 体重：83kg / 血液型：O型
スペースナイツのチーフ。外宇宙開発機構の創設者。沈着冷静な性格だが内心は情に厚い。鋭い戦略眼と極めて高い政治能力を持っているため、しばしば冷酷とも取れる言動・行動で周囲の誤解を招くことがある。自ら数々の対ラダム兵器の開発やハッキングソフトの制作、テックシステムの解析など、技術者としても優れた面を持っており、従軍記者バルザックが軍のスパイと知りつつも情報をあえて流し、ソルテッカマンを作らせた（結果的にそれがDボウイの助けになることを見越しての行為である）。
射撃の腕前はAクラス。独特の三角形をしたサングラスをかけていることが多い。ラダムとの戦いの記録を纏めたファイルを「Dボウイファイル」と名付け、スペースナイツ基地壊滅寸前までファイルに情報を記録していた。
最終決戦後、Dボウイの様子を見に来た際、「忘却はDボウイにだけ許された救い」とノアルに語った。
ペガス
声 - 飛田展男
身長：2.7m / 体重：6.5t / 最高速度（飛行形態時）：マッハ2.34 / 49000ft
テッカマンブレードのサポートロボ。内部にクリスタルフィールドを形成し、Dボウイの掛け声に呼応してテックセットを行う。電子音声機能も備えており会話も可能。元々はスペースナイツの作業用人型ロボット（第1話にて登場）だったが、Dボウイのクリスタルの破損を機に、ブレード用のサポートロボとして改修された。
ブレードのサポートロボだが基本的にはスペースナイツのメンバーの誰の命令でも利く。人との会話も可能で新たにメモリーにない単語を追加したり、意味のわからない言葉を聞き返したりと比較的流暢に会話が可能。バーナードからは唄も学んでいる。
バルカン砲やフェルミオン砲などの兵器を搭載しており、飛行形態にも変形できる。ブレードと共にクラッシュイントルードを行ったり、協力してハイコートボルテッカ（劇中では二度使用）を放ったりすることもできる。
最終決戦でオメガの攻撃からブレードを庇って全身を貫かれ、バラバラに破壊された。
その残骸は回収され、『宇宙の騎士テッカマンブレードII』にてペガスIIとして修復・改造され、テッカマンとなったアキによって運用された。

### 連合防衛軍
バルザック・アシモフ
声 - 堀内賢雄
生年月日：連合地球暦168年（西暦2276年）5月21日 / 年齢：25歳 / 身長：183.5cm / 体重：75kg / 血液型：AB型
連合防衛軍少佐。従軍記者を装い、スパイとして、スペースナイツ基地に潜入。ブレードに関する機密データを持ち帰り、それを基に軍が開発したパワードスーツ・ソルテッカマン1号機のパイロットに任命される。
スラム街出身ゆえに上昇志向が強い。飄々とした性格だが頭の回転が早く、スラム街で培った盗みの技術も持つ。親友マルローと共にソルテッカマンでラダムを倒し、栄達することを夢見ていたがマルローは殉職。仇討ちも兼ねて、連合軍によるオービタルリング奪回作戦に臨むもエビルに敗れ、ソルテッカマン1号機と共に行方不明となる。
その後、リルル（声 - 松井菜桜子）とリック（声 - 松本梨香）の姉弟に助けられ、生きていることの喜びを感じ取り、農夫として生活していた矢先、スペースナイツのメンバーと偶然にも再会。マルローの仇を討ちたい思いが再発したことに加え、リルル姉弟を守るべく、スペースナイツと行動を共にするようになった。以降はノアルとのソルテッカマンコンビでラダム獣を倒しながらブレードを補佐していく。
Dボウイに対しては最初は何かと皮肉をぶつけ、ソルテッカマン完成後はマルローの死もあって、Dボウイのことを「バケモノ」呼ばわりしたが改心後はDボウイとアキの姿に自分とリルルを重ねたこともあってか彼を気にかけるようになる。
最終決戦において、ノアルと共に修復が完了したブルーアース号で月面ラダム基地を目指す途中、襲い掛かってきたテッカマンソードと対決。テックセットを強制解除させる干渉スペクトル砲を装備した2号機で出撃し、ソードを倒すものの手刀で腹を貫かれて相打ちに持ち込まれ、共に大気圏に墜ちて燃え尽きた。リルルとの間には、まだ生まれていない子供が残された。
スパイ時代は顔全体にヒゲを生やしていたが、スパイの任を終えた後はヒゲを全部剃った。農夫となってからは髪を伸ばし、無精ヒゲも生やすようになった。
続編では生前の功績を称えて、地球連合軍に「バルザック勲章」が設けられている。
コルベット准将
声 - 大滝進矢
生年月日：連合地球暦155年（西暦2263年）6月10日 / 年齢：37歳 / 身長：183.5cm / 体重：99kg / 血液型：O型
連合防衛軍准将。非常に功名心の強い利己的な性格の人物。自らの手柄を最優先としている男でそのためには手段を選ばない卑劣な男。レビンからは「真空管ハゲ」と呼ばれている。
ラダム侵攻以前には連合軍の設立に尽力し、ラダム戦役においてもオペレーションサンセットを発案、自ら指揮し成功させ、ソルテッカマンやフェルミオン兵器の開発を推進するなど一定の功績を挙げたが、それにより増長していく。
もともとフリーマンに対して異常なライバル心があり、何かと挑発や妨害などあからさまな行動が目立つ。そのため当初から非力な軍の戦力にすべく、Dボウイ＝テッカマンを強く欲していた。
ソルテッカマンの投入でラダムに勝てると増長するが、エビルに全く歯が立たずオービタルリング奪回作戦に失敗。その失敗を挽回しようとフェルミオンミサイルによるオービタルリング破壊作戦を強行する。これはオービタルリング崩壊により地上の何億もの人々の犠牲を出す上、ラダムの本拠は月にあるため結局最終的な勝利にも結び付かないという無謀な作戦であった。しかし自身が英雄になりたいという妄執に取り憑かれ、フリーマンの諫止を無視し続けた挙句、作戦の制止を求めた部下を射殺するなど狂気に陥っていた。
数億人もの人間が犠牲になるにもかかわらず「たかが数億人」と吐き捨て「真のラダム基地は月の裏側にある」というブレードの説得も聞き入れないばかりか、「地球上で最も偉大な英雄になるのだ！どうだ？うらやましいだろう？」と吐き捨て発射を敢行した。しかし、そのことでDボウイの怒りを買い、ハイコートボルテッカでフェルミオンミサイルを叩き落され、その爆発に基地ごと巻き込まれ死亡した。
Dr.マルロー
声 - 辻谷耕史
連合防衛軍科学班所属の科学者でソルテッカマンの開発者。
バルザックとは無二の親友にして共にスラム街で育ち、少年時代に連合防衛軍に拾われた。スラム街で盗みを行っていた際は頭脳担当で盗みの計画を立てていたが、軍のテストにおいてIQ180の持ち主であることが判明。
バルザック同様に上昇志向の強い人間で、科学省長官となり権力と名誉を手に入れることを夢見ていたが、ソルテッカマン用に精製したフェルミオンを輸送中ラダム獣に襲われて致命傷を負い、バルザックに看取られながら息を引き取った。
なお、バルザックとマルローは少年時代の盗み仲間にして、自分たちを警察（実際は防衛軍）に売った見張り役のメイラー（声 - 飛田展男）をソルテッカマン完成直後に見つけ出し、酒に仕込んだ毒を用いて殺害するという報復を行っている。
バーナード・オトゥール
声 - 池田勝
連合防衛軍軍曹。酒と歌が好きで、アイリッシュ・ウィスキーのビンを持ち歩いており、ダニー・ボーイの歌をよく歌う。「戦場では必ず生き延びて、仲間を守り続ける」という戦場の掟を持っており、部下思いの人物。
高速宇宙艇奪回作戦において多くの仲間と右目を失い、その1年後のスペースナイツとの共同作戦で、Dボウイと出会い、軍隊に不信感を抱いていたDボウイに戦場の掟を教え、友情が芽生える。以降、Dボウイは軍への不信感が以前よりは減り、仲間のためにも戦うようになった。
軍の指揮系統を失った後は、部下を率いて独自にラダムへのゲリラ戦を行う抵抗を続けており、フリーマンからの依頼でグリーンランド号で活動しているDボウイたちと合流し、Dボウイにフリーマンからの言伝である「変身の限界」と、その改善策を伝えた。
その後、ブレードがペガスの中でブラスター化するまでの時間を稼ぐためにテッカマンランスの前に立ちはだかり、その命を落とすが、彼の最期の時間稼ぎによりブレードはブラスター化を完成させた。基地に作られた墓地には形見のナイフが置かれ、Dボウイが墓参りに訪れた際には酒を手向けた。
アンジェラ・オトゥール（声 - 土井美加）という妻がおり、彼女も夫亡き後、スペースナイツと共にオービタルリング奪還に挑むが、Dボウイを助けるためにラダムマザーと刺し違えた。

### 相羽家
相羽 ミユキ（） / テッカマンレイピア
声 - 水谷優子
生年月日：連合地球暦176年（西暦2284年）10月18日 / 年齢：16歳 / 身長：156cm / 体重：42kg / 血液型：A型
Dボウイことタカヤの妹。相羽家の末妹。好きな花はアマリリス。血液型はA型。
テックシステムから体質不適合で排除されるが、兄タカヤにラダムの秘密を伝えるべく、残り少ない命を振り絞って単身ラダム基地を脱走し、タカヤと再会を果たした後、スペースナイツに保護され、ラダム基地の位置などラダムの秘密を話した。ブレード不在のスペースナイツ基地を守るべく、エビルたちラダムテッカマンに単身戦いを挑むも力及ばず、実の兄たちから惨たらしく凄惨なリンチを受けながらも、捨て身のボルテッカにより自爆して散った。
非業の死を遂げてしまったミユキであるが、スペースナイツにもたらした情報、エビルに長期の治療を余儀なくさせたほどの自爆、スペースナイツの避難の時間稼ぎ、そしてクリスタルによる月面到達への可能性と、彼女の行動は人類とラダムの戦況を大きく左右した。
心優しく、芯も強い。タカヤに対して普通の兄妹以上に強い愛情を抱いているが、その一方でタカヤとアキの仲を応援していた。
相羽 孝三（）
声 - 麦人
生年月日：連合地球暦141年（西暦2249年）7月2日 / 年齢：51歳 / 身長：180cm / 体重：72kg / 血液型：A型
相羽兄弟の父。宇宙物理学の教授であり、家族と一緒にいるほうが仕事が捗るということから書斎はリビングに作った。
宇宙船アルゴス号の船長としてタイタン調査団を率い、自分の家族や助手たちと共に土星に向かう旅の途中、ラダムと遭遇しテックシステムに囚われる。体質不適合により早い段階でシステムから排除されたおかげで、その命を賭してまだラダムに精神を支配されていない息子、タカヤを救出し、彼の手でラダムと化した肉親や友人を殺すことを託して、地球へと送り込んだ後、アルゴス号を自爆させてラダム母艦を月の裏側に不時着させた。
少年時代のタカヤとシンヤから誕生日プレゼントに貰ったパイプを肌身離さず持ち歩いていたが、アルゴス号に乗船した際には自宅に置き忘れており、自宅に戻ってきたタカヤが発見した。
特典映像の『燃えた時計』ではシンヤも救出しようとしたが、シンヤは既にラダムに寄生されていたため、失敗したことが描かれた。
相羽夫人
相羽兄弟の母で孝三の妻。
気丈な女性で、子育てにも厳しく、「男の子は泣くんじゃない」と言い聞かせていた。
ミユキが生まれて間もない頃、自身とシンヤ以外の家族が出かけている最中にシンヤの不注意で自宅が炎上。母はシンヤを避難場所にもなる大時計の中に避難させた直後、シンヤの眼前で焼死してしまった。
本編では存在が語られただけであったが、特典映像の『燃えた時計』で容姿および亡くなった過程が描かれた。

### ラダム
フリッツ・フォン・ブラウン / テッカマンダガー
声 - 飛田展男
生年月日：連合地球暦166年（西暦2274年）4月14日 / 年齢：27歳 / 身長：181cm / 体重：70kg / 血液型：B型
ラダム獣を率いて地球に侵略してきた最初のテッカマンで、元はアルゴス号の乗組員の一人。オメガの初めての部下でもあるが、仲間意識はあれど、ブレードへの刺客としては大した期待はされていなかった。
初陣でブレードの左目に傷を負わせるが、再戦時には自身の右目に傷を負わされてしまう。屈辱を雪ぐべく右目の傷を残したままとし、干渉スペクトル装置を用いてDボウイの変身を封じ、クリスタルの破壊に成功する。しかし、スペースナイツの助力で改造されたペガスにより、再び変身が可能となったブレードのボルテッカの前に敗れ去り、テッカマン最初の戦死者となった。
なお劇中に登場したテッカマンの中でボルテッカを使わなかったのはダガーとオメガだけである。
タカヤとは特に親しいわけではなかったが、ダガーを葬った直後のブレードは初めて同胞を手にかけた後味の悪さを痛感していた。
鈴木典孝の漫画版では、フリッツの容姿は髭面の中年男性と大きく異なる。また、相羽ケンゾウ（原作アニメの相羽孝三博士）の助手を務めており、原作アニメのテッカマンアックス＝ゴダードの役割も兼ねている。
相羽 シンヤ（） / テッカマンエビル
声 - 子安武人、水谷優子（少年時代）
生年月日：連合地球暦174年（西暦2282年）5月15日 / 年齢：18歳 / 身長：177cm / 体重：64kg / 血液型：AB型
Dボウイこと相羽タカヤの双子の弟。ラダムテッカマンの戦闘指揮官的存在。アルゴス号の操舵手を勤めていた。物静かだが何事に対しても完璧な結果を求め、ゴダードによれば「勝手に才能を伸ばす」と評価したDボウイに対し、「シンヤにはコーチ役が必要」と評価しており努力家タイプ。そのための幼い頃からタカヤに勝つために努力を惜しまなかった。ラダムとなった現在でも筋トレによる肉体強化を行ったりもしている。アキ曰く「デンジャラス・ボウイとは正反対のパーフェクト・ボウイ」。
タカヤとはスポーツや格闘技で競い合う良きライバル。しかし、タカヤがいつも本気を出していないのではと疑問を抱いていたようで、兄に対して強い愛情を抱いている一方で劣等感のような猛烈なコンプレックスを本人によれば抱いている。
10歳の時にタカヤと共に自宅の庭にタイムカプセルを埋めて、20歳になったら一緒に開けようと約束していたが、その約束を果たせたのはタカヤだけであり、タイムカプセルの中には「タカヤ兄さんといつまでも仲の良い兄弟でいたい」というメッセージを込めたマイクロレコーダーも内緒で入れていた。
ラダムとなってからは、ブレードの変身制限時間に真っ先に気付き、時間経過によるラダムの本能の覚醒を利用して、人類抹殺の刺客に変えるという策略を見せたこともあったが、次第に地球侵略以上に自らの手でブレードを倒すことだけに固執するようになった。ブレードがブラスター化したことから自らも命と引き換えのブラスター化を決意。一度は兄であるケンゴに幽閉されてしまうが、フォンの独断でブラスター化を果たす。
最終決戦では一度はブレードを追い詰めたものの制限時間が迫った兄を倒しても意味がないと一旦は引き、Dボウイを心配して探していたアキと対面。なぜ兄弟で闘うのかを「もともと1つだった者が引かれ合い、1つになろうとする闘い」と語っている。お互い、ブラスターテッカマンとなり、地球全土を駆け巡る壮絶な死闘の末、ボルテッカの撃ち合いに競り勝つが、とどめを刺す寸前にブラスター化の反動が来てしまい、急所を外したところをテックランサーで腹部を貫かれて敗北。虫の息となったシンヤは寄生していたラダム虫の支配から解放されて自我を取り戻し、ラダムの正体を語り、息を引き取る直前に自らのクリスタルをタカヤに託した。
特典映像の『燃えた時計』ではタカヤより30分産まれるのが遅かったゆえに「兄さん」と呼ばなければいけなくなったことへのコンプレックス、幼少時に不注意で自宅のコンロを倒してしまったことから、火事を招いてしまい、それで母親を死なせてしまったことがトラウマになって母の死の記憶を失っていたことが描かれた。
ゴダード / テッカマンアックス
声 - 島香裕
元アルゴス号の乗組員で、相羽孝三の親友にして助手。電子工学の専門家でありながら武道・武術に精通しており、タカヤ・シンヤ兄弟の格闘技の師匠でもある快男児。
タカヤのことを「タカヤ坊」と呼び、ラダムの支配下にあっても彼の成長を喜んでいる節があった。同様にシンヤを「シンヤ坊」と呼んで可愛がっており、シンヤのタカヤに対するコンプレックスから直接対決を危ぶみ、自らの手でブレードを殺す為、ラダム樹で構築されたドームで待ち構え、ブレードとの一騎打ちに挑んだ。ブレード一行の目的がクリスタル奪取であった事で、ブレードのボルテッカを封殺、近接戦闘を展開する。ブレードの長所である機動力が閉鎖空間故に十分発揮できない事や。人間であった頃の技量と経験の差で終始優勢だったが、ブレードがいつまでも教え子のままだと油断した隙を突かれ、捨て身のカウンターで致命傷を負う。タカヤの成長を認め、自らの死と敗北を確信するものの、クリスタルを渡すまいとしてブレードに組み付いた状態でボルテッカを発動するも、バーナード・オトゥールの介入でブレードには逃げられ、ボルテッカの暴発により消滅した。彼の死は殺した本人であるタカヤは勿論のこと、ラダムになった事で仲間意識が希薄になっていたシンヤにも精神的衝撃を与えた。
モロトフ / テッカマンランス
声 - 小杉十郎太
元アルゴス号の乗組員で、参謀タイプのテッカマン。人間時は赤いコートがトレードマーク。自身の実力に高い自信を持ち、本来仕えるべきエビルをもライバル視している。人間のことは常に見下し、「蟻」と呼んでいる。
功名心からエビルより先にブレードを倒し、自らの能力をオメガに認めさせるために独断専行でスペースナイツのアラスカ基地を強襲。ラダム獣にソルテッカマンの相手をさせている間に、自身は基地内に侵入。ブラスター化を行っている最中のブレードの許に辿り着くが、バーナードの捨て身の宇宙用信号弾で足止めされた僅かな時間稼ぎにより、ブラスター化を終えたブレードの前になす術なく敗れ去った。
モロトフとフリッツの2人は人間時代の元の性格は詳しく描写されなかったが、アルゴス号が地球を出立する際にケンゴとフォンの宇宙結婚式が決まった際には、他の乗組員たちと共に拍手を送っていた。
フォン・リー / テッカマンソード
声 - 横尾まり
元アルゴス号の乗組員。女性。ケンゴの婚約者であり、ケンゴがオメガになった後も彼を愛し続けているが、テッカマンになった影響のせいか、その愛情は狂気じみてもいる。
オメガが母艦修復のために眠りについた際、彼を守るために、シンヤをブレード抹殺の捨て駒にすることを承知でその謹慎を解き、ブラスター化を施した。最終決戦において、ラダム基地を目指すブルーアース号に単身襲い掛かり、バルザックの駆るソルテッカマン2号機から受けた干渉スペクトル砲により致命傷を負うも相打ちに持ち込み、最後の執念で放ったボルテッカによりブルーアース号を撃墜。バルザックと共に大気圏で燃え尽きた。
相羽 ケンゴ（） / テッカマンオメガ
声 - 若本規夫
生年月日：連合地球暦170年（西暦2278年）12月11日 / 年齢：22歳 / 身長：184.5cm / 体重：83kg / 血液型：A型
相羽家兄妹の長兄。フォンとは婚約関係にあり、父・孝三の助手も務めていた。ラダムテッカマンの総司令官。
ラダム基地と一体化しており、基地の中から動くことができない。普段は他のテッカマンよりも一回り大きい程度だが、ラダム母艦と完全に融合すると、遥かに巨大な姿となる。腹部にはケンゴの生身の顔がある。
テッカマンになった後も弟シンヤや婚約者フォンへの愛情は残っており、その2人以外の部下たちにも厳格に接しながらも仲間意識を抱いており、戦死した彼らに哀悼の意を見せたこともあった。
母艦に乗り込んできたブレードことタカヤを愛憎入り混じった感情のままに攻撃して圧倒するが、ブラスター化したブレードには一切の攻撃が通じず、一時的に蘇ったタカヤの心の声である「帰ろう、家へ」の言葉の後に放たれたボルテッカにより、ラダム母艦と共に消滅した。
特典映像の『TWIN BLOOD』ではシンヤを介してタカヤに「ラダムに戻れ」と伝えるシーンが描かれた。

## 基本設定

### オービタルリング
地球の衛星軌道上に建設された、地球を1周するリング状の建造物。正式名称はオービタルリングシステム。リングと地上との行き来は、地上の各地に建設された軌道エレベータで行われる。宇宙船の発着港として用いられており、この時代の商工業の中心はオービタルリングに移っていた。隕石などの迎撃用にレーザー砲も備えられていたが、ラダムに占拠されてからは地表への爆撃手段として使われてしまう。
物語終盤にスペースナイツが奪還し、ラダム樹を焼き払うためにレーザー砲を使用し、一般人の避難所としてリング内は使用された。

### スペースナイツ（設定）
テッカマンブレードを中心とした対ラダムチームとして、外宇宙開発機構内に設立された、軍組織とは全く別のスペシャルチームで、地球に唯一残されたスペース・シップ「ブルーアース号」を保有する。結成前に集められていた各メンバーは、お互いがスペーツナイツであることを知らされていなかった。当初はテキサスに本部を置いていたが、ラダムテッカマンの攻撃とレイピアの自爆により壊滅した後、アラスカに本部を移した。

### ラダム（設定）
脳髄のみを高度に発達させた知的生命体、およびその種族の名称。昆虫状の生物で、頭脳（脳髄）のみを高度に発達させたため肉体は非常に脆弱で、環境変化や外因性ショックに対する抵抗力を持たない。そのため、他の知的生命体の体内に寄生し、その脳をラダムの強い本能によって支配することで、生態系の上位に君臨している。
ラダム自体は戦う力など持たないため、侵略時の戦力には「ラダム獣（じゅう）」という巨大な昆虫に似た生物兵器を使用する。ラダム獣は標的とする惑星に降り立つと、地面に潜って植物化し「ラダム樹（じゅ）」となる。ラダム樹は、ある一定の期間を経ると一斉に開花し、花の中にその惑星の知的生命体を取り込んでテッカマンへのフォーマットを行う。このフォーマットされたテッカマンにラダムが寄生することで新たなラダムの民が誕生し、ラダムによる侵略が完了する。

### テッカマン（設定）
本作における「テッカマン」とは、ラダムによって作られた生体兵器のことを指す。
肉体らしい肉体を持たないラダムが、他の惑星への侵略行為を効果的に行うために開発したものである。
強靭な肉体を持つ知的生命体をテッカマンとしてフォーマットし、最後に肉体（素体）の中枢、すなわち脳髄にラダムが寄生することで、テッカマン（正確にはラダム人）が完成するが、闘争本能をまったく持たない生命体に対してはラダムは寄生できない。
テッカマンへのフォーマットおよび変身メカニズム
強靭な肉体を持つ知的生物を「テックシステム」に取り込み、テッカマン化に適応させるための人体改造＝フォーマットを行い、成功した生命体の脳髄にラダムが寄生しラダムの本能や知識が植えつけられる。
戦闘用テッカマンの場合はクリスタル状のシステムボックスが脇のあたりに発生する。そのシステムボックスを取り出し、ボイスキー（地球語では「テックセッター」）を組み合わせることで変身が開始される。
システムボックスからは蓄積された未知の物質「テクスニウム」および未知の元素「ディゼノイド」が放出され、それらが化合（形式上）することで体内の各器官を変化させ強化。同時に強力な外殻を生成し、「素体テッカマン」となる。
この素体テッカマンの外殻＝外骨格は宇宙服の役割も果たしており、あらゆる環境での活動を可能にしている。
なお、「テクスニウム」はテッカマンとしてフォーマットされた生命体の生命維持に必要な物質でもあり、供給し続けなければ神経細胞ニューロンに不完全な作用を続けてしまう。特に短期間にテックセットを繰り返すことでそれは促進される。
Dボウイが神経細胞の破壊を発症したのは、本来想定されていない「テッカマンとの戦闘」や、後述のブラスター化により急激にテクスニウムを消費してしまったためである。
戦闘用テッカマンの場合は、これに加えシステムボックスの持つ「光‐物質変換機能」によって、最外層のアーマーやバーニア、体内の反物質素粒子「フェルミオン」を射出するシステム＝ボルテッカなどの機械的ユニットが形成され、外殻に組み込まれる。
また、「光‐物質変換機能」は手持ち武器の生成にも使用される。それらの性能は後述する。
なお、システムボックスの「光‐物質変換機能」は電磁波を利用しており、「干渉スペクトル」を照射することで、テックセットを妨害ないし強制解除することができ、照射された状態で無理に戦闘を続けるとシステムボックスが破壊されてしまう。
ただしテッカマンとしての能力が破壊されるわけではないため、システムボックスさえ修復すれば再度変身が可能である。
不適合体
侵攻初期に捕獲された知的生命体は、侵攻作戦の中核となる戦闘用テッカマンとして、短期間で強引にフォーマットが行われるため、「不適合体」が発生する。
戦闘用テッカマンに不適合と判定された個体は、フォーマット中あるいはその前段階において排除される。
排除された個体は、肉体組織が崩壊しているためやがて確実に死に至る。
相羽孝三は素体フォーマットの段階で排除されたため、テックセットは不能。
相羽ミユキは戦闘フォーマットの途中で不適合体として排除されたため、テックセットは可能だが不完全なテッカマンでしかなく、その余命は僅かであった。
一方、侵攻最終段階においてラダム樹の花に取り込まれた知的生命体は、時間を掛けてゆっくりとフォーマットされるため、不適合となる個体は発生しない模様。
また戦闘用テッカマンと違い、システムボックスは小型で体外に持つ。
ラダムに支配されない、いわば「不完全なテッカマン」であるブレードは、30分以上テックセットをしていると、脳髄に寄生したラダムの本能により暴走してしまう。
ラダム側のテッカマンにはそのようなテックセットの不安定さは見られないが、元々の性格が攻撃的な方向で極端に増幅されている（シンヤの優れた兄に対するコンプレックス、モロトフの傲慢ともいえる自信、フォンのケンゴに対する愛情など）。
また、不完全なテッカマンたちはテックセットを行った際は衣服は消滅して裸体となり、テックセットを解除した後も服は戻らず裸体のままであるが、ブレードはペガスでテックセットと解除を行うようになってからは服も元通りとなった。
ただし、ペガスIIでテックセットを行うアキテッカマンを含め、イーベルら地球製テッカマンは変身解除後は裸体となってしまう。

#### 特性
テッカマン（ラダムテッカマン）は人間大の大きさでありながら、通常でも極超音速を遥かに超える機動力（最大で光速域の速度）と反応弾はおろか、反物質粒子フェルミオンを用いたミサイルを難なく耐える強固な装甲を備えており、地球製通常兵器やラダム獣をものともしない圧倒的な戦闘力を有している。
武器は、白兵戦用の「テックランサー」とランサー回収用の鋼線「テックワイヤー」。
個々のテッカマンの特徴は、人間時の性質・能力に大きく左右される。作中に登場する各テッカマンは、それぞれ以下のような特性に分類される。
- テッカマンブレード：強襲突撃型
- テッカマンエビル：多目的汎用型
- テッカマンレイピア：諜報索敵型
- テッカマンダガー：後方支援型
- テッカマンアックス：近接格闘型
- テッカマンランス：参謀型
- テッカマンソード：護衛型
- テッカマンオメガ：司令官型

テッカマンが装備しているテックランサーは、それぞれの性質に合わせて形状が異なっている。
ブレードのランサーは2本に分解して用いることが可能であり、エビルの場合はランサーの分割が不可能であるかわりに、刃の部分がそれぞれ二つに開き、中心を基部にして十字に展開することができる。またランサーとは別に固有の武器・ラムショルダーも有している。
他にも、ダガーのランサーは弓状に変形してコスモボウガンを放てるようになっており、アックスのランサーは破壊力を重視した斧、ランスのランサーは長さのある槍、ソードのランサーは刃のない棍（シレイラ）となっている。
変身時に形成されるクリスタルフィールドをテッカマン形態で形成し、装甲を変形させて体をスリム化し、背面バーニアを全開にして高速域での突進とその衝撃波などで対象を破壊する技は「クラッシュ・イントルード」と呼ばれ、多数の敵を一度に排除する際に多く用いられている。
ブレードの場合、クリスタルが破壊されているためにペガスとの共同でクラッシュイントルードを行うことになるが、威力・速度ともに完全なクリスタルを持った状態より劣る。
クリスタルフィールドの使用は肉体に大きな負荷をかけるため、ブラスター化したブレードが使用した時には、脳神経核の最終崩壊をもたらした。
テッカマンには、体内に蓄積された反物質フェルミオンを放出し相手を対消滅させる必殺技「ボルテッカ」がある。
至近距離で直撃すれば敵テッカマンをも消滅させるほどの破壊力を誇るが、これは変身時に発生し蓄積したフェルミオンを全て放出する(後述のPSYボルテッカを除きコントロールは不能)ものである上、激しく体力を消耗するため、テックセット1回につき1度しか使用できない。
ボルテッカの特殊なバリエーションとしては、フェルミオンの放出量や軌道などを自由意志で操り、相手のボルテッカを吸収して無効にできるエビルの「PSY（サイ）ボルテッカ」や、ペガスに搭載されたフェルミオン砲と連動させて破壊力を増強させたブレードの「ハイコートボルテッカ」がある。
また、自らの肉体のエネルギーを全てボルテッカに変換し、自爆することも可能である（レイピア、アックスが使用）。
レイピアに関してはボルテッカ機構を有しているものの、フェルミオン放射口が存在しないため使用は自爆に限られる。
ダガーに限ってはボルテッカが非搭載だが、コスモボウガンの矢が「光‐物質変換機能」の応用なのか小型のフェルミオン射出機構であるのかといった設定は、あらゆる文献において存在しない。

#### ブラスター化
テッカマンには予期せぬ状況に対応するため「進化」する機能が付いており、これを「ブラスター化」と呼ぶ。
ブラスター化したテッカマンは圧倒的戦闘力を有する「第二形態」に再変身することができるようになるが、ブラスター化に成功する確率は極めて低く、成功しても短命と化してしまう。
作中ではブレードとエビルのみブラスター化に挑み、成功している。ブラスター化による「第二形態」の特性は以下の通りである。
- 従来の外殻の上にさらに装甲が付加され、防御力が上昇（ブレードの場合、至近距離からのボルテッカ直撃にも全くの無傷）。
- バーニアの出力や機動性が向上し、通常移動がクラッシュイントルード並に向上。
- ランサーの先端から、通常のボルテッカに匹敵する威力のフェルミオンビームを発射できる。
- ブレードの場合、ボルテッカ発射孔が肩に加え前腕部・腰部にも設置され、一方向に集中するだけでなく、全方位に向けてボルテッカを発射可能（なお、発射時にクリスタルフィールドによる力場が発生する）。

ブレードは不完全な状態でのブラスター化だったゆえに短命化は免れたものの、著しいテクスニウムの消費を招きブラスター化の度に脳神経核が崩壊して過去の記憶を失うようになってしまった。また、エビルの場合は肉体に極度の負担がかかった結果、時折全身に激痛が走る発作に襲われるようになってしまった。
なお、TVシリーズにおいては、ブレードの肉体の組織崩壊の原因は、進化せずに「ラダム同士での生存競争」を行ったため、つまり進化すべき状況であるのに進化していないためと説明された。
- 続編『ラダム再び』ではワームホールを生成（時間の概念のない空間）し赤色星を呼び出すことで太陽系を消滅させるほどの力を持つ。これが原因で続編の『テッカマンブレードII』ではブレードはブラスター化しない。

## テッカマン

### 地球側テッカマン

#### テッカマンブレード
身長：2.32m / 体重：81kg / 飛行速度：制限なし（ただし光速を超えることは不可能）
Dボウイこと相羽タカヤがテックセットして変身するテッカマン。白と赤を基調したカラーリングで一般市民からは「白い魔神」と呼ばれる。
アルゴス号襲撃によりラダムにテッカマンの素体として取り込まれた際、不適合体として排出された父孝三に救いだされた。しかし、そのせいでテッカマンとしては不完全な状態になってしまい、30分の制限時間を過ぎると暴走を起こしてしまう。さらには本来意図していなかったテッカマン同士の争いなどの要素から進化せずに「ラダム同士での生存競争」を行ったため、進化すべき状況であるのに進化しないという不測の事態が起こり、中盤の細胞崩壊を起こす要因となる。
能力は強襲突撃型で、1対1や1対多数などの状況や場所を問わないオールラウンダーな戦闘が可能で、クラッシュイントルードやボルテッカでの単機で多数を殲滅する技も持つ。
武装
テックランサー
ブレード専用のランサー。左右1対の両刃の剣。槍投げのように投擲、分割しての両手持ちや刃先の刃を手裏剣のように飛ばしたりとその用途は多岐に渡る。
テックシールド
左腕に装備する小型の盾。使用しない場合は腰に収容している。小型のため取り回しが容易で、ランサー回収用のテックワイヤーも装備させており、ランサーの回収だけでなくランサーに巻き付けての攻撃や敵に巻き付けて動きを封じこめたりとこちらもその用途は多岐に渡る。
必殺技
クラッシュイントルード
各アーマーの形態を変形させて通常よりスリムな形態になりクリスタルフィールドをテッカマン形態で形成し、背面バーニアを全開にして高速域での突進とその衝撃波などで対象を破壊する技。
クリスタルが破壊されて以降、ペガスの背中に立って行うようになり、同じように形態をスリム化して放つことが可能。ただし、クリスタルが破壊されたために単独の時よりは威力が劣る。その反面、ペガスから離れることも可能で2体で同時に飛行して単体時以上の広範囲な攻撃が可能となった。
ボルテッカ
体内にある反物質フェルミオンを一気に放出するテッカマン最強の技。両肩のアーマーにあるボルテッカ発射孔を展開し、発射することで一気に大量のラダム獣を殲滅でき、テッカマンすら倒すことが可能。反面、一回の変身で一発しか撃てない上に体力もほとんどを使い果たすため、まさに奥の手である。
ハイコートボルテッカ
エビルのPSY（サイ）ボルテッカに対抗するためにフリーマンが開発したペガスとの合体技。発射形態になったペガスに立ち、新たに装備されたフェルミオン砲と連結させてブレードのボルテッカをさらに強化する技。劇中エビルとフェルミオンミサイルを撃墜するために使用した。

#### ブラスターテッカマン（ブラスターブレード）
テッカマンの研究を続けていたフリーマンが解明したテックシステムから発見したテッカマンの「進化」した新たな姿。ブラスターエビルとの差別化として、ブラスターブレードとも呼ばれる(プラモデルの商品名は「テッカマンブラスター」)
ブレードに変身した状態から再度変身することで誕生する。すべてのアーマーが新たに構成されて強化され、パワー・スピードとすべてにおいて全テッカマンを上回るスペックを誇り、ペガスなしではできなかったクラッシュイントルードを再び単体で可能となり、テッカマン最大の武装のボルテッカはチャージする衝撃波だけでラダム獣が蒸発し、一瞬でラダム側テッカマンを葬り去るなど、あらゆる面でブレード時を遥かに超える威力を発揮する。
その力は圧倒的で、全てにおいてブレード時だけでなくラダム側テッカマンを上回る能力を超える力を持ち、実際にはじめて変身したテッカマンランス戦では、ランスの全ての攻撃およびボルテッカを受けても傷一つ負うことなく葬り去ってしまった。
不完全なテッカマンだったDボウイをブラスター化するにあたり、成功確率は50%で仮に成功しても余命半年と宣告されていた。それでもラダムを倒すために宣告を受け入れた彼はブラスター化の処置を受け、半年だったはずの余命も縮むことなく処置は成功したが、変身する度に体にかかる負担が頭部に集中してしまい、今度は記憶を無くしていく事態に陥ってしまう。
武装
テックランサー
ブラスター化したことで大型化。降り下ろすことで通常のテッカマンのボルテッカ並みのエネルギー波攻撃が可能。コンプ版漫画では、ランサーの先端部が2対4枚に分離し遠隔操作で攻撃している。
必殺技
クラッシュイントルード
ブラスター化したことで再び単体で使用が可能になり、パワー・スピード共に通常時を遥かに超える威力を持つ。
ボルテッカ
両肩両腕に各3門ずつ装甲の下に隠されており、発射時は装甲をスライドさせて展開。さらに両腿に2門ずつと系16もの砲門から発射するボルテッカ。全方位に対応しており(放送同時発売のプラモデルでは[全方位超ボルテッカ]と表記あり)、Dボウイの意思で一方集中や全方位に発射が可能。
凄まじい威力を持ち、チャージする衝撃波だけで地上が震え、ラダム獣を蒸発させる。発射のビームは自在に形を変えることが可能で、巨大な一筋のビームや各砲門から発射したビームが一斉に標的を狙うといったバリエーションもある。

### ラダム側テッカマン

#### テッカマンダガー
身長：2.4m / 体重：89kg / 飛行速度：制限なし（ただし光速を超えることは不可能）
アルゴス号船員のフリッツが変身するDボウイがはじめて対戦したテッカマン。ダークグリーンのカラーリングで、小柄だが丸みを帯びた防御に優れた装甲を持つ。
能力としては後方支援型に分類され一撃必殺の技は持たないが、テックランサーでの接近戦やランサーを弓のように変形させたコスモボウガンでの射撃を使い分ける戦法を得意とする。ラダムテッカマンの中で唯一ボルテッカを持たない。
初陣でブレードを破り地球に落として左目に傷を負わせたが、再戦では返り討ちに合い右目に負傷を負わされてしまった。
雪辱を果たすために干渉スペクトル装置を用いた戦いでブレードを変身不能にまで追い込んだ。しかし、ペガスを得たことで再び変身を可能としたブレードのボルテッカの前に呆気なく敗れ去った。
武装
テックランサー / コスモボウガン
直刃で両刃のランサー。自分の意思で形態を変えることが可能で、接近戦でランサー、遠距離でボウガンを自在に形を変える。コスモボウガン形態は弓の用な三日月型に変形し、ひと振り振るえばエネルギー波を放つことが可能。そのまま斬撃も可能。

#### テッカマンエビル
身長：2.36m / 体重：90kg / 飛行速度：制限なし（ただし光速を超えることは不可能）
Dボウイの双子の弟、相羽シンヤが変身するテッカマン。ラダム側の指揮官クラスの戦士で、アックス・ソード・ランスの3人を束ねる役割も持つ。
外見は全身が鋭利に尖り、黒と赤のカラーリングをしている。
能力は多目的汎用型で戦闘力は非常に高く、ブレードと互角（一時はブレードを抜く実力を持つ）の実力を持つ。シンヤ自身、兄であるタカヤことDボウイに勝ちたいという信念から、テッカマンとなってからも肉体の鍛練を怠らず、敗れた際は自らを鍛えることでテッカマンとしての力を向上させる（ゴダード曰く努力家）一面も。
さらにはDボウイと昔から切磋琢磨してきたため、彼の心理を読んだ心理戦や30分の時間制限を突いた卑怯な作戦を立てることもある。
武装
テックランサー
エビル専用のランサー。両刃で先端が斧のような広めの刃になっており、突き刺した際の破壊力が高い。
ラムショルダー
肩の装甲を両腕に装着して細身の刀身を生成した武器。ランサーより取り回しが容易で、ボクシンググローブのような使い方が可能。
必殺技
ボルテッカ
テッカマン共通の必殺技。両胸の下に3門ずつ（計6門）ありブレードと同じように体内のフェルミオン粒子を一気に放出する必殺技。
PSY（）ボルテッカ
ブレードに敗れたエビルが新たに会得した対テッカマン用とも言える新たな必殺技。敵（ブレード）のボルテッカを吸収し自分の意のままに操ることができ、この技で一度はブレードを窮地に追いやったものの、これに対抗して開発されたブレードのハイコートボルテッカの前に敗北した。

#### ブラスターエビル
ブラスター化したブレードに対抗するために、自分も進化を決意したシンヤがブラスター化した姿。第48話のみの登場。
ブラスター化により禍禍しい姿がさらに鋭角になり、尻尾のような装甲が追加され、その姿は正に悪魔と呼ぶに相応しい姿に代わっている。最終決戦にて変身し、ブラスターブレードと地球全土を駆け巡る戦いを繰り広げる。最後にはボルテッカの撃ち合いになり競り勝つもののブラスター化が解け、ランサーでとどめを刺す直前でブラスター化の反動により急所を外し、逆にブレードのランサーで腹を貫かれて敗れた。
ブラスターエビルのデザインは、企画段階でテッカマンエビル用にデザインされた準備稿のラフが原型となっている。決定稿のテッカマンエビルは「作画が大変なので要素を減らしてほしい」という要望により尻尾状の部分などのディテールが削られたものとなったが、1話だけの登場であれば大丈夫であろうという判断により、要素を減らす前の準備稿をもとにデザインされたものが日の目を見ることとなった。
武装
テックランサー
根元からの刃が扇状に4本追加され、片側5本（左右計10本）の巨大なランサーに進化している。ブラスターブレード同様、ひと降り振るえばボルテッカ級のエネルギー波を繰り出せる。
必殺技
ボルテッカ
ブラスター化したことにより強化させた最強のボルテッカ。テッカマンランスやラダムマザーを葬ったブラスターブレードのボルテッカと撃ち合いになり、最終的に競り勝ちはした。

#### テッカマンレイピア
身長：1.95m / 体重：70kg / 飛行速度：制限なし（ただし光速を超えることは不可能）
Dボウイの妹である相羽ミユキが変身するテッカマン。小柄な女性テッカマンでピンクのカラーリングを基調としている。ボルテッカの構造は備わっているが、発射口がない。
本来ならラダム側テッカマンとなるはずだったが、不適合体だったために排除されてしまうが、ラダムの秘密を兄タカヤに伝えるべく地球に降りてきた。不完全なテッカマンであるため、身体の組織崩壊が既にはじまっており、歩くにも杖を使うほど弱っている。
武装
テックランサー
両刃の剣。ブレードたちの1対のランサーとは違い一本の剣。先端からワイヤーが発射されて鞭のように攻撃したり、ラダム獣を拘束することが可能。
必殺技
自爆
ボルテッカ発射口を持たないレイピアが唯一ボルテッカ機構を使用できる最後の技。スペースナイツ基地のクルー、兄Dボウイを守るためにエビルたちを道連れにしようと最後の力を振り絞り自爆した。

#### テッカマンアックス
Dボウイことタカヤとエビルであるシンヤたちの格闘技の師であるゴダードが変身するテッカマン。テッカマンダガーに似た体系だがダガーより大柄で、接近格闘型のパワーファイター。カラーリングは緑系。アックス型のテックランサーによる豪快な力業で敵を両断する。
武装
テックランサー
片方の先端にアックスが備わったランサー。ゴダードのパワーを生かした一撃必殺の攻撃で敵を両断し、一振りで強力なエネルギーの衝撃波を放てる。
必殺技
ボルテッカ
胸部に左右3門、系6門備わった最強の技。ブレードとの1対1の対決のために敢えて使用しないことを宣言していたが、勝負に破れたことでエビルを守るためクリスタルを渡すまいと暴走させ、ブレードもろとも自爆しようとしたが、すんでの所で駆けつけたバーナードの援護により失敗した。

#### テッカマンランス
アルゴス号の船員モロトフが変身するテッカマン。参謀型のテッカマンで作戦立案や指揮が主な役目。カラーリングは薄い緑で体型は細めで鋭角。
両肩のボルテッカ発射口から散弾銃のようにビームを発射することが可能。
武装
テックランサー
青竜刀のように湾曲した刃が二枚の左右1対のランサー。
必殺技
ボルテッカ
ランス最強の技。ブラスターテッカマンにゼロ距離で発射したが、傷ひとつ付けられなかった。

#### テッカマンソード
オメガであるケンゴの婚約者フォン・リーが変身するテッカマン。護衛型のテッカマンで司令官であるオメガの護衛が主な役目。カラーリングはエメラルドグリーンで、体型は女性であることから細身。
武装
テックランサー
刃の無い棍棒状のランサー。中心からワイヤーで繋いで分割し、ヌンチャクのようにも振るえる。
必殺技
ボルテッカ
ソード最強の技。バルザックのソルテッカマン2号機に干渉スペクトル砲を撃ち込まれて致命傷を負いながらも発射し、ブルーアース号を大破させた。

#### テッカマンオメガ
身長：2.41m / 体重：106kg
Dボウイの実兄相羽ケンゴが変身するテッカマンで、ラダムの総司令官。ラダム母艦と一体化しており、その母艦は孝三によって航行不能にされたため動くことができない。本来は他のテッカマン同様人型だったが、母艦の修復に専念するため中枢システムと一体化した結果動けなくなった。また、ラダム虫が2体寄生しているためテックアウトも不可能。
修復が完了した母艦と完全に融合することにより、テッカマンとは思えないほどの巨大な姿となる。この状態では本来の腕のほかに肩から巨大な複腕が伸びており、脚部は蛇のようになっている。胸部装甲を展開した所に、元のケンゴの顔が付いている。
武装
テックフルート
オメガ専用のテックランサー。ブラスターブレード同様ボルテッカを放つことも可能。
必殺技
ボルテッカ
テッカマン共通の武装。肩に発射口がある。
ハンドボルテッカ
母艦との融合形態の副腕の掌に装備されている。母艦からフェルミオンの供給を受けているため無尽蔵に発射可能。
触手
母艦のあらゆる場所から無数の触手が出現し、相手を攻撃する。反応弾すら効かないテッカマンの装甲さえも貫く威力を持ちブレードを叩きのめす。
テッカマンドール
母艦の外壁を素材に、ダガー・アックス・ランス・ソードとラダムテッカマンのコピーが出現し、それぞれの得意技で相手を一斉攻撃する。

## ソルテッカマン
バルザックがスペースナイツ基地に潜入して得た、テッカマンに関する様々な研究データを基に、地球連合軍のDr.マルローらが中心となって開発した対ラダム用パワードスーツ。2機存在し、1号機にはバルザック、2号機はノアルが搭乗する。身長2.3m、重量181kg、最高（飛行）速度530km/h。
1号機
バルザックが使用する白をベースに緑色のカラーリングを施された機体。脚部とリヤスカートのスラスターによるホバリング走行で高い機動力を有し飛行も可能。
スーツはあらゆる環境にも対応できるよう設計されており、砂漠や寒冷地だけでなく、水中や宇宙空間でも運用が可能。比較的扱いやすいようでろくな訓練も受けていないノアルでも一定の活躍をしている。テッカマンブレードと違いスーツの運用時間に制限はないが、フェルミオンの残量がなくなるとフェルミオン砲が使えなくなり、丸腰も同然の状態になる。またフェルミオン残量がゼロになると、スーツ自体の能力もパワーダウンしてしまうようである。
武装
フェルミオン砲
ボルテッカの原理を応用した武器、ラダム獣を一撃で数体を粉砕させるほどの威力を持つ。しかし、テッカマンに対しては効果は薄く、良くて怯ませる程度にしか通用しない。またフェルミオンは水の分子と反応を起こすため、水中で発射すると暴発してしまう。
レーザーガン
フェルミオン砲使用時の照準器兼用のレーザーガン。フェルミオン砲先端に合体させて使用する。レーザーガン単体でもラダム獣の頭部を切り裂く程度の威力を持つものの小型のため、あまりエネルギー量もない。

1号機改
オペレーションヘブン後、中破していた1号機をレビンが強化改修した機体。1号機と2号機は外見上色違いの同型機（1号機が緑、2号機が青）だったが、フェルミオン砲を取り外して背部の特殊ユニットに換装される。
また、紛失された頭部も右側だけだったセンサーを強化された拡散フェルミオン砲のために左右1対装備されたものが新造され、若干顔つきが変わっている。
武装
背部フェルミオン砲
破損した砲身を取り外し、新たにレビンが製作した傘状の特殊ユニットを背中に装着。跪くような体勢でフェルミオン砲を拡散して発射するようになったため、ラダム獣の群れなどには効果的である。
ニードルガン
ラダム獣の外殻を加工して作られた特殊ニードルを発射できる銃。

2号機
1号機の予備パーツから作られた予備機体。ソルテッカマンの研究所が襲撃された際、ノアルが偶然から発見し半ば強引に乗り込んでそのまま使用している機体。白をベースに青を配色されている。
武装
フェルミオン砲
照準器兼用レーザーガン
干渉スペクトル砲
最終決戦時に対テッカマン用兵器として装備された武装。フリーマンの研究により解明されたテックシステムの原理から作り出された。テッカマンに撃ち込めば干渉スペクトルにより変身の強制解除が起こり、著しくパワーダウンを起こす。ただし、完全な変身解除には何発も撃ち込まなければない。最終決戦でバルザックが2号機に乗り込みテッカマンソードと対決。何発もの干渉スペクトル砲を撃ち込んで追い込んだが、相撃ちとなってしまった。

量産型
続編『宇宙の騎士テッカマンブレードII』の時代にはさらに改良が施され、連合軍の正式武装として採用・量産されている。

## メカニック
ブルーアース号
全長32.1m、全幅27.3m、最高速度マッハ2.05/49000ft
スペースナイツ所有の宇宙船。武装はレーザーカノンと対隕石シールド、後にフェルミオン砲が追加された。宇宙空間での航行も可能で、大気圏を脱出する際には、超伝導カタパルトから3段式のブースターユニットで機体を打ち上げる。本体であるオービター後部にはペガスやソルテッカマンを格納できるコンテナが接続されており、オービター部はさらに前後に分離合体できるが、本編中で分離、合体どちらも行うことは無かった。オービタルリングをラダムに占拠された後、地球に残る唯一の宇宙船だった。
グリーンランド号
全長約35m
スペースナイツ所有のキャンピングトレーラー。前部がグリーンランド号本体であり、後部にブルーアース号のコンテナを接続して運用されている。コンテナ部はペガスやソルテッカマンの格納庫となっており、整備や改造も行える。グリーンランド号本体の下部は左右に開けるようになっており、後部コンテナからペガスを直接前方に射出することが可能。運転は基本的にはノアルが行い、ノアル不在時はレビンが運転していた。テキサスのスペースナイツ基地壊滅後、フリーマンと本田は基地の再建にかかり、ノアル、アキ、ミリー、レビンの4人はグリーンランド号に乗り、宇宙船探しとラダム樹の長期調査に赴き、その途中でDボゥイとの再会を果たし、バルザックも仲間に加えた。
アルゴス号
探査宇宙船。タイタンの探索を目的として、相羽一家を中心メンバーとして地球を旅立った。冷凍睡眠カプセルや脱出ポッドも設置されている。土星付近で遭遇したラダム母艦に掌握されてしまい、乗組員は戦闘用テッカマンとして適合し、洗脳された数名を除いて全員死亡。考三はタカヤを脱出させた後、アルゴス号を自爆し、それによりラダム母艦は月への不時着を余儀なくされた。

## 製作
当初は「宇宙の騎士テッカマンサイバー」というタイトルであり、アニメ誌での発表時も「テッカマンサイバー（仮）」名義だった。この時点では主役テッカマンの名前は「テッカマンδ（ダーレス）」であり、敵側のテッカマンも「テッカマンβ（ベータ）」（後のテッカマンダガー）などのようにギリシア文字が名前に使われていた。
企画はプロデューサーの植田もときによる。放送時間枠はバンダイのホビー事業部がメインスポンサーを務めており、少しでも知名度の高い作品を望まれたため、タツノコプロが版権を所有する作品から『宇宙の騎士テッカマン』が選ばれた。候補には『科学忍者隊ガッチャマン』などもあったが、模型にしづらいことや、植田自身『テッカマン』が好きであることから『テッカマン』が選ばれた。主人公の家族が敵となる展開については、以前植田が担当した『天空戦記シュラト』で主人公が親友と戦う展開が人気となったことを受けて、次は兄弟で行くこととしたため。『シュラト』との共通点として、声優面では人気キャラクター・ガイ役の子安武人、デザイン面ではシュラトが白と赤、ガイが黒と赤という点が本作にも取り入れられている。『シュラト』は女性人気の高い作品だったがプラモデルはそうでもなかったため、本作はその点を意識して男性向けとして制作されており、女性受けする要素はシンヤ程度とした。
キャラクターデザインは佐野浩敏と湖川友謙（TOlllO名義）が担当。佐野は多忙により主役（Dボウイ）、ヒロイン（アキ）、女性キャラクター（ミリー）の3人しか描けなかった。湖川は元は監督としての参加を要望されていたが、実際に呼ばれて行ってみると監督だけでなく画もお願いされたといい、佐野に代わって他のキャラクターを描くこととなった。湖川は藍葉古卯名義で作画監督としても参加している。
テッカマンのデザインは出渕裕が担当するはずだったが、多忙によりラフデザインを2・3枚描く程度に留まった。そして、出渕とともにスポンサーにプレゼンする材料を用意する手伝いをしていた、出渕の弟子筋に当たる佐山善則がラフデザインを制作することとなった。このラフデザインを見た植田は佐山なら行けると確信したが、バンダイ側がそのデザインで売れるかどうか決めかね、その後十数人のデザイナーによるコンペティションが行われ、最終的に佐山が起用された。佐山は元となるテッカマンのデザインを知らなかったが、植田からあえて元のデザインを見ないで作業するよう提案され、印象だけを伝えられて作業した。
音楽担当の和田薫は作曲にあたり、オリジナルの『テッカマン』とのつながりはないため同作の音楽は意識しないでいいと伝えられた。
オープニングアニメーションは大張正己が担当したが、事前に監督から「好きに演出して良い」との依頼で引き受けており、本編では描かれないテッカマンがベガスに跨るシーンを、原典である『宇宙の騎士テッカマン』へのオマージュとして描写している。

## スタッフ
- 製作総指揮：九里一平
- 原案：竜の子プロ企画室
- 企画：稲垣光繁、成嶋弘毅
- 制作管理：柴田勝
- シリーズ構成：関島眞頼、あかほりさとる
- 文芸担当：あみやまさはる
- キャラクターデザイン：TOlllO（設定）、佐野浩敏（原案協力）
- メインメカデザイン：佐山善則、中原れい
- メカ設定：小川浩
- 設定協力：出渕裕、結城二十六、スタジオOX
- オープニングアニメーション：大張正己
- 作画コーディネーター：湖川友謙
- 色彩設定：藤岡真子
- 音楽：和田薫
- 美術監督：海野よしみ
- 撮影監督：横山幸太郎
- 編集：三木幸子、小宮山茂（第1話 - 第2話）、臼井三奈（第49話）
- 音響監督：田中英行
- 制作プロデューサー：佐久間敏郎
- 制作担当：吉田昇一
- 掲載誌：コミックボンボン、デラックスボンボン、テレビマガジン（以上、講談社刊）、月刊コミックコンプ（角川書店刊）
- 監督：ねぎしひろし
- 演出チーフ：殿勝秀樹
- プロデューサー：清水睦夫（テレビ東京）、板橋秀徳（創通エージェンシー）、植田もとき（タツノコプロ）
- 製作：テレビ東京、創通エージェンシー、タツノコプロ

## 主題歌
オープニング・エンディングともに歌唱は小坂由美子が担当。

### オープニングテーマ
「REASON」（第0話 - 第27話）
作詞 - 安藤芳彦 / 作曲 - 小坂由美子 / 編曲 - 古川竜也
「永遠の孤独」（第28話 - 第49話）
作詞 - さとうみかこ / 作曲 - 小坂由美子 / 編曲 - 佐藤宣彦
歌詞中の「狂った運命」の「運命」の部分は「デスティニー」と読み、実際の歌唱もそのように発音されているが、オープニング映像の歌詞テロップでは「デスタニー」と誤ったルビが振られていた（これは最終話まで修正されなかった）。

### エンディングテーマ
「ENERGY OF LOVE」（第0話 - 第27話）
作詞・作曲 - 小坂由美子 / 編曲 - 古川竜也
「LONELY HEART」（第28話 - 第49話）
作詞 - さとうみかこ / 作曲 - 小坂由美子 / 編曲 - 佐藤宣彦
エンディングの尺の都合上、サビに入る手前で曲がフェードアウトする。

### 挿入歌
「午前0時」（第40話）
歌・作詞 - 小坂由美子 / 作曲 - 山本智恵子 / 編曲 - 古川竜也
「Meditation」（第40話）
歌・作詞・作曲 - 小坂由美子 / 編曲 - 古川竜也
「Once More Again」（第46話）
歌 - 三松亜美・山浦克己 / 作詞 - 島エリナ / 作曲 - 山浦克己 / 編曲 - 西岡治彦
「マスカレード」（第48話）
歌・作詞・作曲 - 小坂由美子 / 編曲 - 根岸貴幸

## 放送リスト
| 話数 | 初回放映日     | サブタイトル     | 脚本                 | 絵コンテ          | 演出                  | 作画監督         | メカ作監         |
| ---- | -------------- | ---------------- | -------------------- | ----------------- | --------------------- | ---------------- | ---------------- |
| 0    | 1992年 2月18日 | 長き戦いの序曲   | 貴家櫛津（構成）     | 貴家櫛津（構成）  | 貴家櫛津（構成）      | 貴家櫛津（構成） | 貴家櫛津（構成） |
| 1    | 2月25日        | 天駆ける超人     | 関島眞頼             | 東伏美            | 殿勝秀樹              | 世良武           | 世良武           |
| 2    | 3月3日         | 孤独の戦士       | あかほりさとる       | ねぎしひろし      | 高瀬節夫              | 室井聖人         | オグロアキラ     |
| 3    | 3月10日        | 防衛軍の野望     | 岸間信明             | 殿勝秀樹          | 佐乃鷹二巳 西山明樹彦 | 藍葉古卯         | 藍葉古卯         |
| 4    | 3月17日        | 理由なき敵前逃亡 | 川崎ヒロユキ         | 澤井幸次          | 千葉大輔              | 敷島博英         | 敷島博英         |
| 5    | 3月24日        | オレを殺せ       | 川崎ヒロユキ         | 坂田純一          | 鈴木吉男              | 加藤茂           | 加藤茂           |
| 6    | 3月31日        | テックセット不能 | 千葉克彦             | 殿勝秀樹          | 堤純子                | 猫野乃々美       | 猫野輪太         |
| 7    | 4月7日         | 機動兵ペガス発進 | 渡辺誓子             | 澤井幸次          | 西山明樹彦            | 室井聖人         | 山根理宏         |
| 8    | 4月14日        | 謎の従軍記者     | あかほりさとる       | 殿勝秀樹          | 高瀬節夫              | 藍葉古卯         | 藍葉古卯         |
| 9    | 4月21日        | 救出! 木星クルー | 岸間信明             | まつぞのひろし    | まつぞのひろし        | 井口忠一         | 井口忠一         |
| 10   | 4月28日        | 戦火に響く子守歌 | 川崎ヒロユキ         | 澤井幸次          | 宮崎一哉              | アート・歩夢     | アート・拓夢     |
| 11   | 5月5日         | Dボウイファイル  | あみやまさはる(構成) | 殿勝秀樹          | 殿勝秀樹              | 藍葉古卯         | 藍葉古卯         |
| 12   | 5月12日        | 赤い戦慄エビル   | 千葉克彦             | 中村隆太郎        | 鈴木吉男              | 加藤茂           | 加藤茂           |
| 13   | 5月19日        | 宿命の兄弟       | 岸間信明             | 坂田純一          | 西山明樹彦            | 敷島博英         | 中村豊           |
| 14   | 5月26日        | 血をわけた悪魔   | 渡辺誓子             | 澤井幸次          | 高瀬節夫              | 藍葉古卯         | 藍葉古卯         |
| 15   | 6月2日         | 魔神蘇る         | あかほりさとる       | 殿勝秀樹          | 鈴木吉男              | 室井聖人         | オグロアキラ     |
| 16   | 6月9日         | 裏切りの肖像     | あかほりさとる       | 澤井幸次          | 宮崎一哉              | アート・歩夢     | アート・拓夢     |
| 17   | 6月16日        | 鋼鉄の救世主     | 岸間信明             | 澤井幸次          | 鈴木吉男              | 加野晃           | 加野晃           |
| 18   | 6月23日        | 栄光への代償     | 岸間信明             | 西山明樹彦        | 西山明樹彦            | 加藤茂           | 加藤茂           |
| 19   | 6月30日        | 心閉ざした戦士   | 渡辺誓子             | 中村隆太郎        | 高瀬節夫              | 須田正巳         | 須田正巳         |
| 20   | 7月7日         | 復活! 怒りの変身 | 山下久仁明           | 殿勝秀樹          | 殿勝秀樹              | 藍葉古卯         | 藍葉古卯         |
| 21   | 7月14日        | 愛と死の予感     | 川崎ヒロユキ         | 坂田純一          | 西山明樹彦            | 井口忠一         | 井口忠一         |
| 22   | 7月21日        | ミユキの決意     | 山下久仁明           | 澤井幸次          | 鈴木吉男              | 室井聖人         | 山根理宏         |
| 23   | 7月28日        | 傷だらけの再会   | 千葉克彦             | 鈴木吉男          | 西山明樹彦            | 敷島博英         | 中村豊           |
| 24   | 8月4日         | 引き裂かれた過去 | 岸間信明             | 殿勝秀樹          | 羽生頼仙              | 須田正巳         | 須田正巳         |
| 25   | 8月11日        | 新たなる悪魔     | 川崎ヒロユキ         | 中村隆太郎        | 鈴木吉男              | 須田正巳         | 加野晃           |
| 26   | 8月18日        | 死をかけた戦い   | 山下久仁明           | 澤井幸次          | 西山明樹彦            | 室井聖人         | オグロアキラ     |
| 27   | 8月25日        | 残りし者への遺産 | あみやまさはる(構成) | 殿勝秀樹          | 殿勝秀樹              | 藍葉古卯         | 藍葉古卯         |
| 28   | 9月1日         | 白い魔人         | あかほりさとる       | ねぎしひろし      | 友田政晴              | 井口忠一         | 井口忠一         |
| 29   | 9月8日         | 戦いの野に花束を | 渡辺誓子             | 澤井幸次          | 鈴木吉男              | 工原しげき       | 工原しげき       |
| 30   | 9月15日        | 父の面影         | 岸間信明             | 中村隆太郎        | 西山明樹彦            | 加野晃           | 加野晃           |
| 31   | 9月22日        | 復讐の街         | 山下久仁明           | 板野一郎          | 板野一郎              | 板野一郎         | 板野一郎         |
| 32   | 9月29日        | 待ちわびた少女   | 千葉克彦             | 澤井幸次          | 鈴木吉男              | 須田正巳         | 須田正巳         |
| 33   | 10月6日        | 荒野の再会       | あみやまさはる       | 殿勝秀樹          | 西山明樹彦            | 室井聖人         | 山根理宏         |
| 34   | 10月13日       | 光と影の兄弟     | 岸間信明             | 橋本伊央汰        | 千葉大輔              | 工原しげき       | 工原しげき       |
| 35   | 10月20日       | 霧の中の敵       | 山下久仁明           | 羽生頼仙 殿勝秀樹 | 鈴木吉男              | 伊藤尚往         | 伊藤尚往         |
| 36   | 10月27日       | 決戦!! アックス  | 渡辺誓子             | 板野一郎          | 板野一郎              | 板野一郎         | 板野一郎         |
| 37   | 11月3日        | 蝕まれた肉体     | 山下久仁明           | 友田政晴          | 友田政晴              | 井口忠一         | 井口忠一         |
| 38   | 11月10日       | 死への迷宮       | 千葉克彦             | 澤井幸次          | 津田義三              | 須田正巳         | 須田正巳         |
| 39   | 11月17日       | 超戦士ブラスター | 岸間信明             | 殿勝秀樹          | 西山明樹彦            | 敷島博英         | 中村豊           |
| 40   | 11月24日       | 愛と戦いの二人   | あみやまさはる(構成) | 殿勝秀樹          | 殿勝秀樹              | 井口忠一         | 井口忠一         |
| 41   | 12月1日        | エビル・蘇る悪魔 | 山下久仁明           | 吉田英俊          | 吉田英俊              | 佐野浩敏         | 佐野浩敏         |
| 42   | 12月8日        | 激突! 赤い宿敵   | あみやまさはる       | 板野一郎          | 板野一郎              | 板野一郎         | 板野一郎         |
| 43   | 12月15日       | 訣別の銃弾       | 川崎ヒロユキ         | 橋本伊央汰        | 鈴木吉男              | 工原しげき       | 工原しげき       |
| 44   | 12月22日       | 迫り来る闇       | 岸間信明             | 橋本伊央汰        | 西山明樹彦            | 室井聖人         | オグロアキラ     |
| 45   | 1993年 1月5日  | 真実の侵略者     | あみやまさはる(構成) | 殿勝秀樹          | 殿勝秀樹              | ところともかず   | ところともかず   |
| 46   | 1月12日        | 時の止まった家   | 関島眞頼             | 殿勝秀樹          | 鈴木吉男              | 須田正巳         | 須田正巳         |
| 47   | 1月19日        | 闇と死の運命     | 山下久仁明           | 板野一郎          | 板野一郎              | 板野一郎         | 板野一郎         |
| 48   | 1月26日        | 壮烈! エビル死す | あかほりさとる       | 山本康彦          | 西山明樹彦            | 室井聖人         | 室井聖人         |
| 49   | 2月2日         | 燃えつきる命     | 関島眞頼             | 殿勝秀樹          | 殿勝秀樹              | 工原しげき       | 加野晃           |

- 第0話は設定画や『宇宙の騎士テッカマン』の映像などを使って構成された特別番組。前番組『緊急発進セイバーキッズ』の最終話の後に3週間の総集編を、さらにこの特番を挟んで第1話が放映された。

## ネット局
同時ネット
- テレビ東京[25]
- テレビせとうち[25]
- TXN九州（現・TVQ九州放送）[25]
- テレビ北海道[25]

時差ネット
- テレビ大阪（土曜 19:00 - 19:30[26]）
- テレビ愛知（金曜7:20-7:50(0話-4話)→水曜7:35-8:05(5話-7話)→土曜19:00-19:30(8話-43話)→火曜 19:30 - 20:00(44話-48話)→水曜7:35-8:05(49話)[26]）
- 東日本放送（火曜 17:00 - 17:30[27]）
- 山形放送（木曜 17:30 - 18:00[27]）
- テレビ信州（火曜 17:00 - 17:30[26]）
- チューリップテレビ（1992年10月12日から1993年8月30日まで月曜16:00 - 16:30、1993年9月5日から10月31日まで日曜 6:00 - 6:30）[28]
- 石川テレビ（水曜 17:00 - 17:30→水曜 16:00 - 16:30、1992年3月18日から1993年3月3日まで放送）[29]
- 静岡第一テレビ（水曜 17:00 - 17:30[26]）
- 奈良テレビ（火曜 18:30 - 19:00[26]）
- テレビ和歌山（水曜 17:00 - 17:30[26]）

時差ネットを用いていたのは基本的にテレビ東京系列外の地方局であったが、当時平日夕方6時30分枠がアニメ再放送枠となっていたテレビ大阪とテレビ愛知の2局も同様であった。両局とも19時台の放送であったため、放送時間帯が毎週のように変更されていた（主にプロ野球中継による時間変更が多かった）。

## 映像ソフト
すべてキングレコードより発売。
- VHS「STARKNIGHT TEKKAMAN-BLADE」（全12巻）
- LD「STARKNIGHT TEKKAMAN-BLADE」（全6巻）
  - LD版は全巻購入特典として『ミユキちゃんテックセッター・フィギュア(後述)』とドラマSCDが応募者全員にプレゼントされており、その内容は、スペースナイツのメンバーが宴会と隠し芸大会を舞台にそれぞれ大暴走する、ギャグ満載のストーリーとなっている。以降のBOXシリーズには付属していないため、現在は入手困難[注釈 20]。

- LD-BOX「宇宙の騎士テッカマンブレード CRYSTAL BOX」（全7枚組）
  - 1998年発売。上記のLD版全6巻に加えて、第7巻にはオリジナル特典映像としてTV放送第0話の『長き戦いの序曲』、生物的な新規デザインによるブレードVSエビルの戦いを描いた『TWIN BLOOD』に、TVシリーズ直後のストーリーで、『ラダム再び』の予告編という体裁で制作された『MISSING LING』、前述の『燃えた時計』や『VIRGIN-MEMORY』などが収録された。

- DVD-BOX「宇宙の騎士テッカマンブレード」（全12枚組、DVD11枚＋CD1枚）
  - 2001年2月7日に完全限定予約生産で発売され、2009年8月5日に再度、完全予約限定生産で発売された。TV版全49話に加えて、続編OVAの『宇宙の騎士テッカマンブレードII』全6話も収録されている。また、上記のレーザーディスク版付属の特典映像も全て収録されているほか、再生産版には特典としてサウンドトラックCDが追加されている。

- BD-BOX「宇宙の騎士テッカマンブレード」（全10枚組、BD9枚＋CD1枚）
  - 2016年1月27日に発売。全編デジタルリマスターでの収録となっている。DVD-BOX版と同様にTV版、『II』、特典映像、サウンドトラックCD（新たに3曲が追加）を収録しているほか、Dボウイ役の森川智之の新規撮り下ろしインタビュー映像が収録されている。

## 関連作品

### 特典映像作品
ここでは、映像ソフトに収録された前述の特典映像作品について記述する。

#### TWIN BLOOD
ラダム樹の侵食を免れた街で休暇を過ごすDボウイ（タカヤ）とアキのもとに現れたDボウイの弟・シンヤ。Dボウイはシンヤがラダムテッカマンであることを悟り、アキや周囲の人々を避難させた後、テッカマンブレードに変身し、シンヤ＝エビルとの戦いに挑む。
本作はTV版本編とはストーリー上の関連性を持たないが、本作の舞台やストーリーの流れはTV版の第13話を意識したものとなっている。テッカマンのデザインがTV版とは異なった生物的にリファインされたものになっており、変身プロセスなどのテッカマン関連の設定もTV版とは異なったものとなっている。また、キャラクターの外見や性格もTV版と比べて変化が見られる。
『テッカマンブレード』関連の映像作品（『II』も含む）では唯一、16:9の画面比率で制作されている。

##### スタッフ（TWIN BLOOD）
- 脚本・絵コンテ・演出・原画・作画監督 - 工原しげき（アニメTOROTORO）
- 脚本協力 - 嬉野秋彦
- 演出協力 - 雄谷将仁（アニメTOROTORO）
- メカニックアレンジ・原画・メカニック作画監督 - 中村豊（アニメTOROTORO）

#### 燃えた時計
ブレード＝Dボウイ（タカヤ）との最後の戦いに破れたエビル＝シンヤは死の直前に、ラダムに出遭う前の家族の記憶を思い返していた。双子の兄であるタカヤに対するコンプレックスとは何なのか。父・孝三や兄妹にとって自分は何なのか。シンヤは、燃え盛る炎の中で必死にDボウイを呼び続けるアキの姿を目にしたことで、幼少期に自身の過失により家が火事になった際に自身をかばって焼死した母親の記憶を思い出す。
本作はTV版の第48話をシンヤ側の視点から描いた短編であり、幼少期に母を亡くしたトラウマや、双子の兄であるタカヤに対する嫉妬からくる対抗心など、シンヤの複雑な心情を紐解く作品となっている。
本編未登場である相羽兄弟の母親の容姿が描かれている。

##### スタッフ（燃えた時計）
- 脚本・絵コンテ・演出 - 殿勝秀樹
- 作画監督 - 加野晃

#### MISSING LING
ラダムとの戦いが終結して2年後、再びラダムが地球への侵攻を始めた。アキはDボウイと共に暮らしていたが、自分を女として見てくれない廃人と化したDボウイに対して苦悩する。一方、フリーマンはラダムの侵攻に対抗するべく地球製テッカマンをつくる「ET計画」を推進。アキはその被験者となりテッカマンへと変身するも、Dボウイに拒絶されてしまう。Dボウイはラダムの手によってテッカマンブレードとして復活するが、自我を失ったまま暴走するブレードは地球にとって脅威であった。アキは、地球を守るためにブレードを自らの手で葬ることを決意する。
TV版本編終了から10年後を描いた続編である『テッカマンブレードII』の初期案であった、TV版終了から2年後の世界を描いた続編作品の予告編という体裁で制作された映像。TV版と『II』の間の期間の出来事を描き、『II』で説明されなかった謎のいくつかが明かされている。

##### スタッフ（MISSING LING）
- 脚本・絵コンテ・演出 - 殿勝秀樹
- 作画監督 - 井口忠一
- メカニック作画監督 - 加野晃

#### キャスト（声の出演）
- Dボウイ - 森川智之
- シンヤ - 子安武人
- アキ - 林原めぐみ
- フリーマン - 鈴置洋孝
- ノアル - 松本保典
- 相羽孝三[注釈 22]- 麦人
- テッカマンオメガ - 若本規夫
- フレイル - 田中敦子
- 幼いシンヤ - 中西裕美子
- オペレーター - 鈴村健一

#### スタッフ（三作品共通）
- 製作 - 九里一平
- 原案 - 竜の子プロ企画室
- 企画 - 稲垣光繁（創通映像）、成嶋弘毅（タツノコプロ）、重松英俊（キングレコード）
- プロデューサー - 吉田昇一、高橋知子
- 監督 - 殿勝秀樹
- メインキャラクターデザイン - 佐野浩敏、TOIIIO
- メインメカニックデザイン - 佐山善則、中原れい
- 音楽 - 和田薫
- 美術監督 - 海野よしみ
- 色彩設定・色指定 - 佐久間クミ子
- 撮影監督 - 横山幸太郎
- 音響監督 - 田中英行
- 設定協力 - 小川浩
- デジタルワークス - 又井綾子
- タイトル・リスワーク - マキ・プロ
- 撮影 - 相沢健四郎、武川昌志、横山正彦
- 編集 - 三木幸子
- 編集助手 - 渡部明弘
- キャスティング - 高橋正彦（CPU）
- 宣伝 - 徳原貴之、飯島真
- ミキサー - 小原吉男
- 効果 - 神保大介（楽音舎）
- 録音スタジオ - タバック、GEN
- 音響制作 - オーディオ・タナカ
- 音楽制作 - スターチャイルドレコード
- 制作 - 創通映像、タツノコプロ

#### 主題歌
「ENERGY OF LOVE」
歌・作詞・作曲 - 小坂由美子 / 編曲 - 古川竜也
オリジナル・カラオケバージョンが使用されている。

### 音楽作品
すべてスターチャイルドレコード（キングレコード）より発売。
- 宇宙の騎士テッカマンブレード ORIGINAL SOUND TRACK（1992年5月2日発売）
  - 劇伴と前期主題歌の「REASON」「ENERGY OF LOVE」を収録したサウンドトラック。

- 宇宙の騎士テッカマンブレード Space Knights（1992年10月7日発売）
  - CDドラマ「ラダムの来ない日」と劇伴、ボーカル入りの楽曲が収録されたサウンドトラック。
  - 前期主題歌の「REASON」「ENERGY OF LOVE」がTVサイズで収録されている。
- 宇宙の騎士テッカマンブレード Blue Blue my love lullaby（1993年2月5日発売）
  - 劇伴と後期主題歌の「永遠の孤独」「LONELY HEART」、挿入歌の「午前0時」「Meditation」「Once More Again」、その他ボーカル入りの楽曲が収録されたサウンドトラック。

### 有料インターネット配信
2010年11月12日にShowTimeにてTVシリーズ全話有料アーカイブ配信開始された（第01話は会員無料配信）。
2012年7月10日より、ニコニコ動画のタツノコプロ公式チャンネル「タツノコ劇場」において、公式配信が行われている。一度に5話ずつ配信され、公開から1週間は無料、以後は有料となる。

#### 漫画
本放送と並行する形で、『月刊コミックコンプ』と『デラックスボンボン』に本作の漫画が連載されていた。
コンプ版は、1992年3月号から9月号まで連載され、その後1993年にバンダイが刊行していた『サイバーコミックス』で完結編が執筆された。単行本はメディアワークスから発行され、コンプ時代のものと、『サイバーコミックス』の完結編が抱合され、さらに一部加筆された。著者は鈴木典孝（スタジオOX）。テッカマンがそれぞれ専用のペガスを持っている、ダガーの前世・フリッツが髭面の中年男性（一人称も「ワシ」）、ソード→セイバーの名称変更、相羽家は父・ケンゾウ、息子・タカヤ、娘・ミユキの3人のみで、フリッツは助手、ミリーとミユキが同一人物（クローン再生されたミユキ）、オメガはタカヤとミユキの父親（ケンゾウ）、エビルはブレードのスペアとして造られたクローン人間など、大きく設定が変わっており、ラストを含め全体的なストーリー展開も異なっている。
ボンボン版（作：井上大助）はストーリーはTVに則しつつ、ギャグも交えての熱血ヒーローアクションという、独特の雰囲気の作品となっている。本作のDボゥイは明るく能天気な性格で本当に記憶喪失である。その一方でラダムへの憎悪は原作アニメ以上で、「念仏の時間だ、ラダム！」と過激な台詞を言う。一方でエビルの正体は原作と同じ双子の弟・シンヤであるが、Dボゥイ＝タカヤ本人が本当に記憶喪失だったため、ほとんど相手にされず、ムキになって過去のことを言ったほどである。最終回はスペースナイツ基地崩壊直後の戦闘でエビルを退けたDボゥイがスペースナイツの仲間たちと再会するという、打ち切り的な展開となった。

#### プラモデル・ガレージキット・玩具
プラモデルは放映当時、バンダイから1/16テッカマンブレード、テッカマンエビル、ソルテッカマン2号機、ブラスターブレード（商品名：テッカマンブラスター）の4種類がリリースされ、ブレードのみがグッドデザイン賞を受賞した。2012年には放送20周年記念の再版で、プレミアムバンダイから「宇宙の騎士テッカマンブレード20th AnniversaryプレミアムセットA/B」として、ブレード＆エビル（Aセット）、ソルテッカマン＆ブラスター（Bセット）のプレミアムコーティングVer.が発売された。
ガレージキットはB-CLUBより1/8シリーズがブレード、アキ、ミユキ、プラモデルと同じ1/16スケールではテッカマンダガー、レイピア、ソード、ランス、アックスと、上記のプラモデルに用いるブラスターエビル改造パーツ、ソルテッカマン・バルザックカスタム(1号機改)改造パーツが発売されている(アックスのみ93年開催のJAF-CON93会場内での限定販売)。また、前述のLD全巻購入特典「ミユキちゃんテックセッター・フィギュア」(1/16スケール)が存在する。
完成品玩具では、2009年にバンダイの『魂SPEC』で「宇宙の騎士テッカマンブレードwithペガス」が発売された。放映当時はプラモデルの商品カタログに企画段階の写真が掲載されたものの、遂に発売されなかったペガスの初商品化である（1/24スケール程度）。また、2010年には素体に装甲を装着させる『アーマープラス』ブランドにてブレードが一般発売され、ブレード（グロスカラーVer. としての再版）、エビル、ブラスターブレード、ブラスターエビルが、また、装着機能を廃した『アーマープラスSG』ではレイピア、アキ、ソルテッカマン2号機、ソルテッカマン1号機改（2号機のパーツを用いれば、元の1号機を再現可能）が魂ウェブ商店で限定販売された。
塗装済完成品可動フィギュアの『figma』からは、2012年にブレードとエビルがそれぞれ発売、2019年にはエヴォリューショントイからfigmaより一回り小さいアクションフィギュアが発売された。

#### ゲームソフト
スーパーファミコン用ソフト
1993年、ベックから発売された横スクロールアクション・シューティングゲーム。ボス戦は対戦格闘ゲーム形式でラダムテッカマンとの一騎討ちとなる。
ゲームボーイ用ソフト
1992年、ユタカから発売されたサイドビュー・全方向スクロールアクションゲーム。テックウィンを用いたワイヤーアクションなど固有能力を用いてステージを進めていく。
PC-9800シリーズ用ゲームソフト
『宇宙の騎士テッカマンブレード オービタルリング奪回作戦』のタイトルでマトリクスから発売されたシミュレーションゲーム。続編『II』とクロスオーバーしたオリジナルシナリオとなっている。
クロスオーバー作品
『スーパーロボット大戦J』（2005年、ゲームボーイアドバンス用ソフト、バンプレスト発売）
『スーパーロボット大戦W』（2007年、ニンテンドーDS用ソフト、バンプレスト発売）
『TATSUNOKO VS. CAPCOM ULTIMATE ALL-STARS』（2010年、Wii用ソフト、カプコン発売）